# 平山佳延
平山 佳延（ひらやま よしのぶ、4月18日 - ）は神奈川県出身の俳優、振付師。身長170cm。

## 来歴・人物
- クラーク記念国際高等学校パフォーマンスコース、桐朋学園芸術短期大学で演劇を学ぶ。[2]
- 2015年株式会社オフィスジュニアを退社。フリーで活動。[3]

## 出演

### 舞台
2008年
- 「BANRYU〜蟠龍」（11月13日 - 16日、シアター風姿花伝）

2009年
- 「怪談 牡丹灯籠」（2月7日 - 8日、東京芸術劇場小ホール）
- 「ソラオの世界」（4月29日 - 5月6日、萬劇場）
- 「SHURABA」（7月18日 - 26日、東京芸術劇場小ホール）
- 「HARD TO HOLD」（10月30日 - 11月3日、シアターグリーン）
- 「THE LIGHT STAFF」（12月16日 - 20日、銀座小劇場）

2010年
- 「異説 卒塔婆丸綺談」（1月28日 - 2月7日、エコー劇場）
- 朗読劇「バタフライエフェクト Another Story」（4月3日、恵比寿 SPAZIO2）
- 「情熱タイツ」（5月13日 - 16日、紀伊國屋サザンシアター）
- 「メモリーズ5」（6月2日 - 6日、シアターサンモール）
- 「SHUFFLE」（8月19日 - 22日、シアターサンモール）
- 「ゲキ☆ハピ」（9月18日 - 23日、MAKOTOシアター銀座）
- 「HARD TO HOLD」再演（12月9日 - 12日、シアターグリーン）

2011年
- 「柳生十兵衛」（1月26日 - 29日、六行会ホール）
- 「abc★ゲネプロ」（3月2日 - 6日、博品館劇場）
- 「シコんでいこう！」（3月22日 - 27日、シアターグリーン）
- 「バラしていこう！？」（6月7日 - 14日、シアターグリーン）
- 「じいちゃんのドロップキック」（7月21日 - 24日、全労済ホール／スペースゼロ）
- ｢abc★2回裏！｣（12月7日 - 11日、銀座 博品館劇場）

2012年
- ミュージカル｢ＯＮＥ ＬＯＶＥ｣（1月12日 - 15日、吉祥寺シアター） - 主演
- ｢灰とダイヤモンドＩＮ美獣｣（2月2日 - 5日、八幡山ワーサルシアター）
- ｢灰とダイヤモンド｣（2月16日 - 19日、八幡山ワーサルシアター）
- 「ロミオとシラノとジュリエット」（4月24日 - 30日、中野ザ・ポケット）
- 「桃太郎外伝～ライズアップヒーロー」（5月24日 - 27日、三鷹・武蔵野芸能劇場）
- ロック☆オペラ｢サイケデリック・ペイン｣（東京:8月22日 - 9月11日、池袋・サンシャイン劇場、大阪:9月22日 - 24日、大阪・森ノ宮ピロティホール）

2013年
- 「ダブルブッキング！」（1月9日 - 20日、本多劇場/「劇」小劇場/小劇場「楽園」）
- 「MARIONETTES-マリオネッツ-」（2月20日 - 24日、中目黒キンケロシアター）
- 秦組vol.5『タクラマカン』（東京:5月31日 - 6月10日、東池袋・あうるすぽっと、大阪:6月11日、大阪・サンケイホールブリーゼ）
- 「THE LIGHT」（7月23日 - 29日、ウッディーシアター中目黒）
- 「The Devil of the 6th Heaven」（8月14日 - 18日、吉祥寺シアター）
- 「RE-INCARNATION RE-BIRTH」（9月12日 - 16日、千住・シアター1010）
- 「アルプス一万尺 Vol.1」（11月7日 - 12日、中目黒キンケロシアター）

2014年
- 「海のバッキャロー！！～まごころ食堂編～」（1月14日 - 19日、シアターグリーンBOX in Box）
- 「ゴーストライダーズ！！」（2月28日 - 3月9日、SPEACE107）
- 「イツワーレ」（4月25日 - 29日、シアターグリーンBOX in Box）
- 秦組公演「石影さま、京都に行くってよ」（5月21日 - 25日、世田谷 小劇場B）
- 「風のバッキャロー！！～まごころ食堂編～」（7月15日 - 21日、シアターグリーンBOX in Box）
- 「シーザス・クライストレディオ・スター」（8月13日 - 17日、全労済ホール／スペースゼロ）
- 「石影さま、京都に行くってよー青春爆裂編」（9月25日 - 28日、「劇」小劇場）
- 「島のバッキャロー！～まごころ食堂編～」（12月5日 - 14日、シアターグリーンBOX in Box）

2015年
- アガルタの虹（1月19日 - 2月3日、キンケロ・シアター）[4]
- 神様はじめました THE MUSICAL♪（3月21日 - 29日、東京芸術劇場プレイハウス）- 鬼婆 役、振付[5][6]
- グリーンミュージカル『LADYBIRD,LADYBIRD』（4月29日 - 5月5日、シアターグリーンBOX in BOX THEATER） - ジョー 役[7]
- 秦組「らん」スピンオフ・オムニバス作品 第３弾『石影さま、京都行くってよ～激闘赤谷編～』（5月20日 - 24日、中野・テアトルBONBON）[8]
- Little Fandango（7月8日 - 12日、あうるすぽっと） [9]
- 劇団キャットミント 第8回公演「アガルタの花」（7月22日 - 26日、俳優座劇場）[10]
- ジャパネスクナイト (9月-11月、浅草六区ゆめまち劇場)[11][12]

2016年
- 神様はじめました THE MUSICAL♪ 2016（1月15日 - 21日、AiiA 2.5 Theater Tokyo）- 鬼婆 役、振付[13][14]
- DisGOONie presents vol.2 「ジーザス・クライスト・サムライスター」〜殿中でござる！〜 （2月、全労済ホール／スペース・ゼロ）[15]
- 空のバッキャロー!! 〜大倉旅館編〜 （2月6日 - 14日、シアターグリーンBOX in BOX THEATER）[16]
- WORLD〜beyond the destiny〜（4月23日 - 5月1日、全労済ホールスペース・ゼロ）[17]
- つかこうへい七回忌追悼特別公演「リング・リング・リング2016」（6月23日 - 30日、全労済ホール／スペースゼロ）[18]
- 黒蝶のサイケデリカ THE STAGE（8月3日 - 7日、紀伊國屋ホール）[19]
- 秦組vol.7『And so this is Xmas』秦組vol.8『月の子供 the Musical』（9月-10月、シアターグリーンBOX in BOX THEATER）- キャスト、振付[20]
- ベニバラ兎団 本公演 vol.20 「パライソの海 －小さな花の夜露に映る月－ 」（11月30日 - 12月4日、新宿村LIVE）[21]
- Eighty seasons and endless「ENDorphin」（12月23日 - 29日、全労済ホール スペースゼロ）-ゲスト[22]

2017年
- 「Re:call」（1月25日 - 29日、中野ザ・ポケット） [23]
- 30-DELUX SQUARE ENIX Special Theater「ロマンシング サガ THE STAGE 〜ロアーヌが燃える日〜」（4月 - 5月、サンシャイン劇場/サンケイホールブリーゼ/愛知県芸術劇場大ホール/久留米シティプラザ・ザ・グランドホール） - ブラック 役[24]
- DisGOONie Presents Vol.4「From Three Sons of Mama Fratelli」（6月9日 - 18日、東京:Zeppブルーシアター六本木/7月1日 - 2日、大阪:梅田芸術劇場シアター・ドラマシティ）[25]
- THRee'S[スリーズ]（9月15日 - 24日、CBGKシブゲキ!!）[26]
- DMF/ENG提携公演vol.3『クレプトキング』（11月15日 - 20日、六行会ホール） - 水澄 月斗 役[27]

2018年
- 秦組Vol.9『らん』（1月17日 - 21日、全労済ホール スペース・ゼロ）[28]
- グリーンミュージカル「LADY BIRD,LADY BIRD」（5月2日～6日、シアターグリーン BIG TREE THEATER）- カンダさん 役[29]
- ENG第八回公演『山茶花』（6月6日 - 10日、シアターグリーン BIG TREE THEATER） - 侘助 役[30]
- SaGa THE STAGE ～七英雄の帰還～（9月21日、埼玉県:戸田市文化会館/10月2日 - 8日、東京:シアター1010/10月17日 - 21日、大阪:サンケイホールブリーゼ） - スービエ 役、振付[31]

2019年
- 秦組Vol.11『月の谷 赤い石』(2月6日 - 17日、d-倉庫) [32]
- DisGOONie vol.6『PANDORA』(7月11日 - 17日、全労済ホール スペース・ゼロ) [33]
- ポップンマッシュルームチキン野郎 第30回公演『僕と死神くん／KNOCK KNOCK KNOCK 或いは別れた記憶たち』（12月18日 - 22日、シアターサンモール） - ゲスト[34]

2020年
- ダンス公演『CHICAGO』BALLET×JAZZ×CONTEMPORARY SHOW（1月17日 - 18日、三鷹市芸術文化センター 星のホール） - "Mama"Morton 役[35]
- 劇団4ドル50セント OPENREC.tv公演「LAUGH DRAFT」(8月4日 - 26日、OPENREC.tv（オンライン公演））[36]
- 劇団6番シード第71回公演『ザ・ボイスアクター2020』 オンライン編（11月19日 - 29日、シアターKASSAI）[37]
- ENG第12回公演「ほんとうにかくの？」（12月23日 - 28日、シアターグリーン BIG TREE THEATER）[38]

2021年
- 秦組Vol.13『方舟』 episode 1「辺境の惑星」(2月6日 - 14日、d-倉庫)  - ハナ・ドー 役[39][40]
- 朗読劇『トップスまで、あと５秒！』(9月4日 - 12日、新宿シアタートップス)  - Dチーム 男1 役[41]
- 山下菜美子プロデュースvol.2 『月の綺麗な夜に月に寄る』(9月23日 - 27日、ザ・ポケット)  - 振付[42]
- DMF/ENG提携公演 vol.6 『クレプトキング　月を見ていたかった兎』(10月29日 - 11月7日、シアターグリーン　BIG TREE THEATER) - 水澄 月斗 役[43]
- DisGOONie Presents Vol.10 舞台『MOTHERLAND』（12月3日 - 19日、明治座 / 森ノ宮ピロティホール） - 太子丹 役[44]

2022年
- キ上の空論 #15「朱の人」（4月13日 - 17日、本多劇場）[45]
- 秦組 Vol.15「And so this is Xmas」 （11月23日 - 27日、シアター・アルファ東京）[46]

2023年
- キ上の空論 10周年記念公演「幾度の群青に溺れ」 （7月5日 - 9日、紀伊國屋ホール）[47]
- 劇団6番シード結成30周年記念公演第二弾「屋根裏のバーニャカウダー」（10月25日 - 29日、新宿シアタートップス）[48]

2024年
- DisGOONie Presents Vol.13 舞台「Go back to Goon Docks」（1月11日 - 21日、EX THEATER ROPPONGI）「十三夜」- トリスチャン 役、「チックジョ～」- 滝川一益 役[49]
- SaGa THE STAGE ～再生の絆～（2月22日 - 25日、東京:サンシャイン劇場 / 2月29日 - 3月3日、大阪:サンケイホールブリーゼ）- スービエ/イゴマール 役、振付[50]
- X-QUEST 2024 WINTER PERFORMANCE『色彩組曲〜七人の息子と灰色夜想曲〜』（12月18日 - 22日、王子小劇場）[51]

2025年
- 〜女子大小路の名探偵 新章〜 舞台「死は、ど真ん中に転げ落ちて」（3月15日 - 23日、博品館劇場）[52]
- DisGOONie Presents Vol.15 舞台「恋ひ付喪神ひら」（6月8日〈予定〉、シアターH）[53][54]
- 舞台「HOUSEII〜7人の地縛霊〜」（8月15日 - 23日〈予定〉、あうるすぽっと）[55]

### ネット配信
- 劇団6番シード『SIX-DOORS』第5話「マヨネーズの神様」 - たっくん役[56]
  - 前編・第一夜 - YouTube（2020年6月6日）
  - 後編・第二夜 - YouTube（2020年6月7日）

## 振付

### 舞台
- ミュージカル「神様はじめました THE MUSICAL」
- ミュージカル「神様はじめました THE MUSICAL2016」
- 劇団CATMINT 第九回公演「リジー・ボーデン事件」（2015年8月25日 - 29日、THEATER1010・ミニシアター）[57]
- つかこうへい七回忌追悼特別公演「リング・リング・リング2016」
- ミュージカル「月の子供」
- ロマンシング・サガTHE STAGE「七英雄の帰還」
- ENG第11回公演『ニンギョヒメ』（2020年2月26日 - 3月2日、シアターグリーンBOX in BOX THEATER）[58]
- 秦組Vol.13『方舟』
- 山下菜美子プロデュースvol.2 『月の綺麗な夜に月に寄る』

### 歌手
- Wi-Fi-5「始まりのカレッジ」[59]「にゃーお！」[60]

- Tokyo Cheer2 Party シングル「SMAILE」
- Tokyo Cheer2 Party シングル「Love Magic」
- Wi-Fi-5 デビューシングルから全て

### CM
- 中広『ご近所クーポンアプリ「フリモ」半額祭』 - 出演者：小池里奈（2021年）[61]